# پرسیس کامباتا
پرسیس کامباتا (انگلیسی: Persis Khambatta; ۲ اکتبر ۱۹۴۸ – ۱۸ اوت ۱۹۹۸) مدل و بازیگر سینما اهل هند بود.
از فیلم‌ها یا برنامه‌های تلویزیونی که وی در آن نقش داشته است می‌توان به پیشتازان فضا: فیلم، توطئه ویلبی، شاهین‌های شب و یک شب بارانی اشاره کرد.